# 여 애권
"여 애권"은 한국에서 제작된 이형표 감독의 1982년 영화이다. 강용석 등이 주연으로 출연하였다.

## 출연

### 주연
- 강용석
- 배수천
- 서영란

## 기타
- 조명: 손달호
- 녹음: 손인호